# Asterolecanium coffeae
Asterolecanium coffeae (conocido a veces como "escama del café") es un insecto hemíptero, que es una plaga tropical de varias especies del género Coffea en Angola, República Democrática del Congo y África Occidental.  Además del cafeto, también se alimenta de jacarandá y Photinia japonica.